# 入江麻衣子
入江麻衣子（日语：／ Irie Maiko，1993年2月6日—），日本女鋼琴家、演員、配音員、模特兒、作曲家。出身於長崎縣長崎市。WITH LINE所屬。東京音樂大學出身。身高158cm。O型血。
主要出演作有《魔法紀錄 魔法少女小圓外傳》（三浦旭）、《東方彈幕神樂》（姬海棠极）、《怪物彈珠》（羅蕾萊人魚) 、熊本熊。

## 來歷
3歳開始學習古典音樂。2007年參加第11屆PIARA全國鋼琴大賽（演奏曲目：李斯特·費倫茨《敗部復活第6號》）獲得弗雷德里克·肖邦獎，刊登在《月刊蕭邦》上。
然後作為活水高等學校鋼琴科第1代特待生被發掘推薦而入學，並成為首席畢業生。從此之後在出現在島嶼巡迴演奏會上。在紅磚會館大廳、金絲雀大廳進行個人演奏。2009年，於全日本學生音樂比賽A部門（演奏曲目：李斯特·費倫茨《巡禮之年 第二年補遺：威尼斯與拿坡里》）的比賽中得獎。同年，也獲得第51屆在嫩芽音樂會選拔賽的鼓勵獎。
東京音樂大學在學中，作為J KEN的創作者發佈的作品大多以民族樂曲為主。
2014年1月26日，在Oscar Promotion、青二Production聯辦的第1屆《全日本國民美聲女大賽》從總共14,434項應募者中選出，然後在12位決賽參賽者中勝出，獲得藍奧斯卡niconico獎。從此正式投入演藝圈。此外該屆比賽的審査員是剛力彩芽、菊川怜、野澤雅子、古谷徹。
上面提到，作為配音員出道後，她的第一份工作是在電台節目《S.S.D.S.～愛的究極診斷 (極端恐怖)》（該節目主持人由速水獎、森田成一、增田俊樹擔任）作為節目嘉賓演出。
同年4月，與美優、花房里枝、高橋美衣、吉村那奈美、金魚和嘉菜（現：美波和嘉菜）、奧谷楓、大槻瞳共8人組成期間限定組合「HONEYCE Girls」活動維持3個月。
10月，於遊戲擔任在地吉祥物熊本熊的聲音。與此同時，也在熊本熊出席百貨公司頂樓的活動上為該吉祥物獻聲。
2016年6月，以電視動畫《orange橘色奇蹟》配音出道。
2017年5月被提拔為女主角，於松本梨香扮演沖田總司的心中聲音的舞台劇《新撰組傳 ～沖田總司的一生～》中飾演沖田的戀人阿悠。稍早，她本來夢想在舞台上作為女主角扮演土方歲三的戀人阿菊，但是在劍術訓練中因為第十肋骨骨折，所以改演阿悠一角。本人說這是她人生中的第一次學劍術。
同年8月，將主業重心從此轉移至動畫配音，從Oscar Promotion離所，宣布加入WITH LINE。
2019年3月，其親自負責創作並出版由兒童文學《謝菈公主的冒險》作者村山早紀創作的圖像小說配樂。
2022年9月28日，接下武士道旗下的多媒體企劃《D4DJ》系列中的角色渡月麗演出者一職。接替原演出者志崎樺音。

## 人物、交友關係
- 資格：環境卡利斯塔（日语：環境カオリスタ）[17]、肌膚美學[18]、心理談判專家[19]、自然美造型師檢定（日语：ナチュラルビューティースタイリスト）、JCLA日本化妝品檢定（日语：日本化粧品検定）3級、商業實務禮儀文化教育檢定3級[20]。
- 堂兄是推理小說作家今村昌弘[21]。
- 她也利用模特兒的經驗，目前帶新人模特兒及藝人進行美容課程、步行課程以及美姿的指導。

## 得獎歷

### 演員、配音事業
- Oscar Promotion×青二Production
  - 第1屆（2014年度）全日本國民美聲女大賽藍奧斯卡niconico獎

### 音樂事業
- 一般社團法人（日语：一般社団法人）全日本鋼琴指導者協會（日语：全日本ピアノ指導者協会）PIARA PIANO COMPETITION（日语：PIARAピアノコンクール）[8]
  - 2003年 第7屆PIARA PIANO COMPETITION冠軍
  - 2004年 第8屆PIARA PIANO COMPETITION冠軍
  - 2005年 第9屆PIARA PIANO COMPETITION冠軍
  - 2006年 第10屆PIARA PIANO COMPETITION冠軍
  - 2006年 第10屆全日本PIARA PIANO Contest全國大會A部門弗雷德里克·肖邦鼓勵獎
- 一般社團法人全日本鋼琴指導者協會PTNA PIANO COMPETITION（日语：ピティナ・ピアノコンペティション）[22]
  - 2000年 第24屆PITINA PIANO COMPETITION in Nagasaki亞軍
  - 2008年 第32屆PITINA PIANO COMPETITION in Nagasaki銅獎
- 長崎高中音樂比賽（日语：全日本学生音楽コンクール）
  - 2008年 第47屆NAGASAKI HIGH SCHOOL MUSIC Competition季軍
  - 2009年 第48屆NAGASAKI HIGH SCHOOL MUSIC Competition冠軍
  - 2010年 第49屆NAGASAKI HIGH SCHOOL MUSIC Competition亞軍
- 第51屆（2009年度）嫩芽音樂會選拔賽的鼓勵獎

## 演出

### 伸展台
舉例：SPRING/SUMMER→S/S、AUTUMN/WINTER→A/W。
- 第3屆雲端運算EXPO［春］（東京Big Sight）
- Windows Server Cloud Day 2012
- （2011S/S）[23]
- COLOR- iCOLLECTION（2011S/S、2012A/W、2013A/W）
  - COLOR- iCOLLECTION VOL.10×聖誕時裝秀
  - COLOR-I COLLECTION J-ROCK 2012 時裝秀橫濱BLITZ
  - COLOR-I COLLECTION 2013伸展時裝秀[24]
- Girls Award（2011S/S、2011A/W）
- HONEYCE Girls（涉谷109特設舞台『全日本美生聲女比賽組合』）株式LIB JAPAN[25]
- Honeyce PR角色、HONEYCE Girls（博報堂 LIB JAPAN）[26]
  - Honeyce取樣活動（2014年4月7日，Matsumoto Kiyoshi涉谷店）[27]
  - 靜岡商隊（2014年4月16日）
- BE—STAFFE GIRLS COLLECTION 2017（特別來賓）[24]
- Be-STAFFE Anime & fashion 2018

### 宣傳大使
- LIB JAPAN Honeyce'Girls（2014年）[26]

### 廣告
- 『博報堂』（HONEYCE）[25]
  - HONEYCE Girls JR篇 City LivingJR女性専用車廂（列車頻道（日语：トレインチャンネル），2014年4月9日－4月22日）
  - HONEYCE GirlsWEB篇 LIB JAPAN（3月21日－4月21日）
- 『SMS』（文化放送）[28]
- 『西武鐵道』（圓融寺（日语：円融寺 (目黒区)））

### 雜誌
- 『月刊蕭邦』（2007年，作為第11屆PIARA全國鋼琴大賽（日语：PIARAピアノコンクール）得獎者）[29]
- 『光文社』（女性自身 VOL.1－3）2014年5月13日－6月10日 美容蜂蜜洗髮精
- 『KADOKAWA』（文化放送NurseNavi（日语：文化放送ナースナビ） VOL.1－5）2014年10月號－12月號

### 電視節目
- 逛街天國（日语：出没!アド街ック天国）（東京電視台，2012年11月，惠比壽篇）－友情演出
- The！世界驚人新聞（日语：ザ!世界仰天ニュース）（日本電視台，2012年「驚人改變」再現VTR）－美少女[30]
- 中居大師說（TBS，再現VTR）－紗榮子
- 痛快TV爽快JAPAN（日语：痛快TV スカッとジャパン）（富士電視台，VTR）－宮本由衣 [31]
- 街美女相簿（日语：街美女アルバム）（埼玉電視台，2014年9月）－#101 西武秩父篇〈聲音演出〉[32]
- D4DJ Happy Around！的課外活動報告（2022年10月7日－，TOKYO MX、BS日視）

### 紀錄片
- 全日本美聲女內容密著紀錄片（2014年，J:COM（日语：ジュピターテレコム））

### 舞台
- Chick society Nursery rhyme choir[33][34]
  - 哭泣的紅鬼（1997年8月10日）－村莊女孩
  - 笠地藏（1999年8月18日）－女孩子
  - （2001年11月18日，紅磚會館（日语：幕末純情伝））－森林裡的兔子
- 新撰組傳 ～沖田總司的一生～（日语：幕末純情伝）（2017年5月30日－6月5日）－阿悠〈女主角〉[14]
- 新譯 真田十勇士（2017年12月10日－12月19日，池袋綠色劇院 BIG TREE THEATER）－村莊少女〈櫻〉[35][36]

### 電視動畫
2016年
- orange橘色奇蹟（女高中生[37]）

2018年
- 遙的接球（學生）
- 完美世界（西村楓[38]）

2019年
- 南無阿彌陀佛！ -蓮台 UTENA-（小型ボンノウ）

2020年
- pet（日语：ペット (漫画)）（醫療設施人員）

2021年
- 如果這叫愛情感覺會很噁心（女子A）
- 七騎士 革命 -英雄的繼承者-（女學生）

2022年
- RPG不動產（火之精靈）

2023年
- D4DJ All Mix（渡月麗）

### 電影動畫
2020年
- HoneyWorks 10th Anniversary "LIP×LIP FILM×LIVE"[39]

### 網路動畫
2014年
- 戰國DANCE STEP ON THE WARRIOR（日语：戦国ダンス STEP ON THE WARRIOR）[40]（豐臣沙理奈〈主演〉，YouTube）

2020年
- 碳變[注 1]

### 廣播劇CD
- 戰國舞力 STEP ON THE WARRIOR（日语：戦国ダンス STEP ON THE WARRIOR）（2014年，豐臣砂里奈〈主演〉）[40]
- RabiBerry（RabiBerry〈主演〉）
- 如果有妹妹就好了。[注 2]
- 警視廳 特務部 特殊凶惡犯對策室 第七課 -特7-「廣播劇CD七課 In The Party vol.1」（被一之瀨搭訕的女性[42]）

### 遊戲
2015年
- （熊本熊）

2016年
- KRITIKA:REBOOT ～天空騎士團～（2016年－2019年，由里）[注 3][43]
- （2016年－2017年，愛達）

2017年
- 輝星的反叛（日语：輝星のリベリオン）（茱麗葉[44][45]、卡蜜拉）
- SKYOVER（魔者）
- 怪物彈珠（2017年 - 2024年 戴娜、詩寇蒂、豹式G型、凱特・西〈獸神化〉、韋駄天、荊棘公主 合歡、羅蕾萊〈獸神化以後〉、羅蕾萊α）
- 交鋒聯盟（日语：ファイトリーグ）（鹿羽公主、渦卷綠、白之武葬、世紀末教師G.T.K.的女孩子）
- Smash & Magic（瑪莉[46]、約諾）

2018年
- 我家公主最可愛（招極土姬咲夜、招天雷姬美加）
- Underground Symphony[47]
- 永别了，武器（鼓舞椿[48]）

2019年
- Dragalia Lost ～失落的龍絆～（安蒂[49]）

2020年
- 戰國布武 ～我的天下戰國篇～（日语：歴史シミュレーションゲーム）（2020年－2021年，宮本武藏、竹中半兵衛、阿宮[50])
- 魔法紀錄 魔法少女小圓外傳（2020年－2022年，三浦旭[51]）
- 戰鬥海賊 （页面存档备份，存于）（弗洛利亞[52]）
- 怪物彈珠夢想企業（凱特・西、羅蕾萊）

2021年
- 東方彈幕神樂（日语：東方ダンマクカグラ）（姬海棠极[53][54]）
- 卡片鬥爭!! 先導者（羅蕾萊[55]）

2022年
- D4DJ（渡月麗(第2代)[56]）

### 有聲劇
- 魔法詠唱的練習（文化放送A&G「土岐俊一的BOIKONE劇團」）－伊莉絲[57]

### 數位漫畫
- （2022年，矢澤[58]）

### 外語配音

#### 電影
| 作品年份 | 作品名稱 | 配演角色 | 演員          | 媒介    |
| -------- | -------- | -------- | ------------- | ------- |
| 2016     | 詭宴     | 泰       | 艾登·洛夫坎普 | DVD版本 |

### 旁白
- 松本清店內廣播「HONEYCE（博報堂）2014年5月13日～5月20日」
- 廣告旁白[59]
  - 宇多田光（在天空擁抱我）
  - Bentham（日语：Bentham (バンド)）（Chicago）

### 網路節目
※記號表示說明網路節目。
- S.S.D.S.～愛的究極診斷 (極端恐怖)（日语：S.S.D.S.〜愛の究極診断(エクストリーム・テラー)）（2014年，niconico直播）※
- 美聲女HOME ROOM♪ SHOWROOM（2014年7月－2015年10月，SHOWROOM）※
- 怪物彈珠 我要成為峯田大夢的XFLAG PARK！峯田同學（2022年6月22日－29日，Spotify、Amazon Music）[60]

### 影像作品
- 戰國DANCE STEP ON THE WARRIOR（日语：戦国ダンス STEP ON THE WARRIOR）收錄終了特別節目（2014年，YouTube）[61]
- 怪物彈珠（2020年8月，YouTube）[62]

### 其它
- 次世代對話App755
- Oscar Promotion 2015年版目錄[63]
- 美學生圖鑑（日语：美学生図鑑） 2013年版[3]
- 美女曆（日语：美女暦） 聖誕老人版
- DA VINCI（日语：ダ・ヴィンチ）

## 音樂作品

### 角色歌曲
| 發行日期      | 標題 | 名義              | 備註                                      |
| ------------- | ---- | ----------------- | ----------------------------------------- |
| 2022年8月22日 | 演葬 | 午夜0時的民間傳說 | 遊戲《魔法紀錄 魔法少女小圓外傳》相關歌曲 |

### 作曲

#### 管弦樂
僅列J研發佈曲
- 櫻華淡雪 -light pale blossom-
- 希望之光 -PIANO ver
- 月夜輝夜
- 天女的美櫻水

#### 鋼琴曲
- 手料理

## 演奏會
| 公演日期       | 演奏音樂 | 名稱                         |
| -------------- | --- | ---------------------------- |
| 2009年2月8日   | 水之戲（莫里斯·拉威爾） | 嫩芽音樂會選拔賽得獎人演奏會 |
| 2011年4月12日  | 巡禮之年 第二年補遺：威尼斯與拿坡里（李斯特·費倫茨） | PITINA得獎人演奏會           |
| 2011年12月27日 | - 慰問（李斯特·費倫茨） - No. 4 (激流)（弗雷德里克·蕭邦） - 第二號詼諧曲（弗雷德里克·蕭邦） - 第十三號即興曲（弗朗西斯·普朗克） | 入江麻衣子聖誕節演奏會       |
| 2012年2月6日   | - 快樂島（克洛德·德布西） - 慰問（李斯特·費倫茨） - 第二號鋼琴協奏曲（謝爾蓋·拉赫曼尼諾夫） | Maiko irie valentine's piano |
| 2012年4月2日   | - 羅馬尼亞民俗舞曲（巴托克·貝拉） - 第1曲「拐杖舞」 - 第2曲「飾帶舞」 - 第3曲「踏步舞」 - 第4曲「號角舞」 - 第5曲「羅馬尼亞風格波卡舞曲」 - 第6曲「快速舞蹈」 - 飛翔（羅伯特·舒曼） - 彼得魯什卡（伊果·史特拉汶斯基） - 藍色狂想曲（喬治·蓋希文） | 音之玉手箱 -Maiko irie-      |
| 2012年12月2日  | - 月夜輝夜 - Ti amo Per il mio Tereso prezioso | 入江麻衣子精選輯             |
| 2014年2月11日  | - 童年即景（羅伯特·舒曼） - 第1曲「陌生的國家和人民」 - 第2曲「怪話」 - 第3曲「捉迷藏」 - 羅馬尼亞民俗舞曲（巴托克·貝拉） - 第1曲「拐杖舞」 - 第2曲「飾帶舞」 - 第3曲「踏步舞」 - 第4曲「號角舞」 - 第5曲「羅馬尼亞風格波卡舞曲」 - 第6曲「快速舞蹈」 - 貝加馬斯克組曲（克洛德·德布西） - 第1曲「前奏曲」 - 第2曲「小步舞曲」 - 第3曲「月光」 - 第4曲「巴斯比舞曲」 - 彼得魯什卡（伊果·史特拉汶斯基） | 故鄉 - Partendo-             |

## 腳註

## 外部連結
- WITH LINE公式官網的聲優簡介 （页面存档备份，存于） （日語）
- （日語）－官方755。
- 入江麻衣子的X（前Twitter） （日語）
- Honeyce'Girls （页面存档备份，存于） （日語）
- （日語）－WEB THE TELEVISION（日语：ザテレビジョン）
- （日語）－goo人名事典
- Maiko Irie （日語）－TMDb